# Jocelyne Périllat
Jocelyne Perrillat, née le 3 mai 1955 au Grand-Bornand (Haute-Savoie), et décédée le 22 mai 2025, est une skieuse alpine française.

## Biographie
Jocelyne Perrillat-Mercerot intègre le groupe Espoir de l’équipe de France en 1969 et devient membre de l’équipe de France à part entière en 1970. Jocelyne participe à de nombreuses coupes du monde et se classe à plusieurs reprises dans les 5 premières. En 1984, Jocelyne devient championne du monde professionnelle de ski aux Etats-Unis.

### Coupe du monde
- Résultat au classement général : 
  - 16e en 1971
  - 29e en 1972.